# Sven Johnzon
Sven Johnzon, född 1901 i Norrköping, död 1976, var en svensk målare.
Johnzon blev student 1921 och studerade sedan landskapsmålning vid Althins målarskola för Caleb Althin och porträtt- och figurstudier för Henrik Blomberg. Han var under ett flertal år anställd som konservator hos Alfred Nilsson i Stockholm och medverkade vid restaurering av bland annat Stockholms storkyrka, Karlbergs slott, Arvfurstens palats och Bromma kyrka i Stockholm.
Hans konst består av stilleben, barnporträtt och landskapsmotiv från Uppland. Han ägnade sig i många år åt privata porträttmålningar men blev kanske mest känd för sina landskapsmålningar. Han är representerad i ett flertal kommuner.